# Praça de Alvalade
A Praça de Alvalade é um arruamento da cidade de Lisboa, Portugal, localizado no Bairro de Alvalade, na antiga freguesia de São João de Brito, actualmente freguesia de Alvalade. Constitui-se como o cruzamento natural entre as avenidas da Igreja e de Roma.
A praça foi criada aquando da construção do bairro de Alvalade, tendo por nome Largo Frei Luís de Sousa. Em 1971 (edital de 25 de outubro), quando foi erigida uma estátua de Santo António de Lisboa no centro do (na altura) largo, foi decidido retirar o nome de Frei Luís de Sousa por forma a evitar potenciais confusões. Assim, o Largo Frei Luís de Sousa passou a denominar-se Praça de Alvalade, e o Largo de Alvalade tornou-se o Largo Frei Luís de Sousa.
Localizam-se na imediações da Praça de Alvalade as entradas para a estação de metro com o mesmo nome.